# Flavia Cacace
Flavia Cacace-Mistry (Nápoles, 13 de marzo de 1980) es una bailarina y coreógrafa británica nacida en Italia. Su pareja profesional de baile es Vincent Simone (se les conoce cuando se presentan juntos como «Vincent and Flavia») y durante diez años ambos aparecieron en Strictly Come Dancing de la BBC.

## Primeros años
Cacace nació en Nápoles, la menor de seis hijos, y llegó a Reino Unido con su familia a la edad de cuatro años cuando su padre, un chef, se mudó a otro trabajo. Asistió a la St Peter's Catholic School en Guildford y la culminó en 1995.

## Carrera

### Carrera temprana
La madre de Cacace insistió en que cada uno de sus hijos hiciera una actividad, por lo que ella y su hermana mayor se unieron a la clase local de baile de salón, cuando Cacace tenía 6 años. Después de asociarse con dos compañeros de baile, Cacace y Simone (que tenían la misma profesora de baile en Londres) buscaban pareja. Decidieron probar juntos en 1994, y han estado bailando juntos desde entonces.

### Strictly Come Dancing
En 2005, Cacace apareció en Strictly Come Dancing como coreógrafa invitada con Simone para coreografiar a un grupo no calificado de tango argentino para presentar el estilo de baile al público. El baile se introdujo en la lista competitiva, por lo que un año después se realizó un baile individual. En 2006, ella participó en la serie 4 del programa, teniendo como pareja celebridad al comediante Jimmy Tarbuck, sin embargo, la pareja se retiró después de un solo baile, debido a razones médicas. Ella regresó a bailar en la serie 5, siendo pareja de baile del actor de EastEnders, Matt Di Angelo; llegaron a la final del programa pero perdieron ante Alesha Dixon y Matthew Cutler. También participó en el Especial de Navidad de 2007 con Di Angelo y compitieron juntos en la gira de Strictly Come Dancing en enero y febrero de 2008.
En 2008, participó en la serie 6 con el actor Phil Daniels, siendo eliminados en la primera semana y quedando en el decimosexto puesto. A finales de ese año, participó en el especial de Children in Need, donde bailó con el presentador Terry Wogan. En 2009, ella participó en la gira del programa con el presentador Gethin Jones, quedando en segundo lugar detrás de Rachel Stevens y Vincent Simone. Ese mismo año regresó para la serie 7 donde fue emparejada con el actor de Coronation Street y Queer as Folk, Craig Kelly, con quien quedó eliminada en la octava semana ubicándose en el noveno puesto. Cacace luego volvió a bailar con Gethin Jones en el Especial de Navidad de 2009.
Cacace participó en la serie 8 donde su pareja fue el actor Jimi Mistry, quedando en el décimo puesto al ser eliminados en la sexta semana. En la serie 9 su pareja fue el astrólogo y presentador Russell Grant, con quien fue eliminada en la octava semana y finalizando en el octavo puesto.
Para la serie 10 del programa en 2012, Flavia fue emparejada con el gimnasta Louis Smith, logrando llegar a la final y siendo declarados los ganadores el 22 de diciembre. El 1 de junio de 2013, Cacace anunció que ella y Simone no competirían más en el programa para que pudieran trabajar en otros proyectos, siendo su última aparición en el Especial de Navidad de 2013.

#### Rendimiento
| Serie | Pareja         | Puesto | Promedio |
| ----- | -------------- | ------ | -------- |
| 4     | Jimmy Tarbuck  | 12.º   | 17.00    |
| 5     | Matt Di Angelo | 2.º    | 32.88    |
| 6     | Phil Daniels   | 16.º   | 20.00    |
| 7     | Craig Kelly    | 9.º    | 21.00    |
| 8     | Jimi Mistry    | 10.º   | 29.83    |
| 9     | Russell Grant  | 8.º    | 24.25    |
| 10    | Louis Smith    | 1.º    | 33.47    |

- Serie 4 con Jimmy Tarbuck

| Semana | Baile / Canción      | Puntajes de los jueces | Puntajes de los jueces | Puntajes de los jueces | Puntajes de los jueces | Resultado   |
| Semana | Baile / Canción      | C.R.                   | A.P.                   | L.G.                   | B.T.                   | Resultado   |
| ------ | -------------------- | ---------------------- | ---------------------- | ---------------------- | ---------------------- | ----------- |
| 1      | Vals / «See The Day» | 3                      | 4                      | 5                      | 5                      | Dos últimos |
| 3      | —                    | —                      | —                      | —                      | —                      | Abandonaron |

- Serie 5 con Matt Di Angelo

| Semana         | Baile / Canción                                 | Puntajes de los jueces | Puntajes de los jueces | Puntajes de los jueces | Puntajes de los jueces | Resultado      |
| Semana         | Baile / Canción                                 | C.R.                   | A.P.                   | L.G.                   | B.T.                   | Resultado      |
| -------------- | ----------------------------------------------- | ---------------------- | ---------------------- | ---------------------- | ---------------------- | -------------- |
| 1              | Chachachá / «Mama Told Me Not to Come»          | 5                      | 6                      | 6                      | 6                      | Salvados       |
| 3              | Jive / «Shake, Rattle and Roll»                 | 7                      | 7                      | 8                      | 8                      | Salvados       |
| 4              | American smooth / «For Once in My Life»         | 9                      | 9                      | 9                      | 9                      | Salvados       |
| 5              | Pasodoble / «Smooth Criminal»                   | 7                      | 8                      | 8                      | 8                      | Salvados       |
| 6              | Vals vienés / «When a Man Loves a Woman»        | 8                      | 6                      | 7                      | 8                      | Dos últimos    |
| 7              | Quickstep / «Is You Is or Is You Ain't My Baby» | 8                      | 9                      | 8                      | 9                      | Salvados       |
| 8              | Salsa / «Vehicle»                               | 9                      | 10                     | 9                      | 10                     | Salvados       |
| 9              | Tango / «What You Waiting For?»                 | 7                      | 7                      | 9                      | 9                      | Salvados       |
| 9              | Rumba / «Get Here»                              | 8                      | 9                      | 8                      | 8                      | Salvados       |
| 10             | Foxtrot / «Better Together»                     | 4                      | 6                      | 8                      | 8                      | Salvados       |
| 10             | Samba / «Blame It on the Boogie»                | 6                      | 7                      | 8                      | 8                      | Salvados       |
| 11 (Semifinal) | Tango argentino / «La Yumba»                    | 8                      | 9                      | 9                      | 9                      | Dos últimos    |
| 11 (Semifinal) | Vals / «Open Arms»                              | 10                     | 10                     | 10                     | 10                     | Dos últimos    |
| 12 (Final)     | American smooth / «For Once in My Life»         | 9                      | 9                      | 9                      | 9                      | Segundo puesto |
| 12 (Final)     | Salsa / «Vehicle»                               | 9                      | 10                     | 10                     | 10                     | Segundo puesto |
| 12 (Final)     | Quickstep / «I Love to Boogie»                  | 9                      | 8                      | 9                      | 9                      | Segundo puesto |
| 12 (Final)     | Showdance / «Are You Gonna Go My Way»           | —                      | —                      | —                      | —                      | Segundo puesto |

- Serie 6 con Phil Daniels

| Semana | Baile / Canción         | Puntajes de los jueces | Puntajes de los jueces | Puntajes de los jueces | Puntajes de los jueces | Resultado  |
| Semana | Baile / Canción         | C.R.                   | A.P.                   | L.G.                   | B.T.                   | Resultado  |
| ------ | ----------------------- | ---------------------- | ---------------------- | ---------------------- | ---------------------- | ---------- |
| 1      | Vals / «I Have Nothing» | 4                      | 5                      | 6                      | 5                      | Eliminados |

- Serie 7 con Craig Kelly

| Semana | Baile / Canción                            | Puntajes de los jueces | Puntajes de los jueces | Puntajes de los jueces | Puntajes de los jueces | Resultado   |
| Semana | Baile / Canción                            | C.R.                   | L.G.                   | A.D.                   | B.T.                   | Resultado   |
| ------ | ------------------------------------------ | ---------------------- | ---------------------- | ---------------------- | ---------------------- | ----------- |
| 2      | Tango / «Jai Ho! (You Are My Destiny)»     | 5                      | 6                      | 5                      | 6                      | Dos últimos |
| 2      | Rumba / «Will You Still Love Me Tomorrow?» | 5                      | 6                      | 5                      | 6                      | Dos últimos |
| 3      | Quickstep / «Peroxide Swing»               | 4                      | 6                      | 6                      | 5                      | Salvados    |
| 4      | Foxtrot / «Sometimes When We Touch»        | 5                      | 7                      | 6                      | 6                      | Dos últimos |
| 5      | Jive / «It Takes Two»                      | 4                      | 6                      | 5                      | 5                      | Salvados    |
| 6      | Samba / «Give It Up»                       | 3                      | 6                      | 4                      | 5                      | Salvados    |
| 7      | Vals / «Don't Let the Sun Go Down on Me»   | 5                      | 7                      | 7                      | 5                      | Salvados    |
| 8      | Chachachá / «Easy Lover»                   | 3                      | 5                      | 4                      | 5                      | Eliminados  |

- Serie 8 con Jimi Mistry

| Semana | Baile / Canción                                   | Puntajes de los jueces | Puntajes de los jueces | Puntajes de los jueces | Puntajes de los jueces | Resultado       |
| Semana | Baile / Canción                                   | C.R.                   | L.G.                   | A.D.                   | B.T.                   | Resultado       |
| ------ | ------------------------------------------------- | ---------------------- | ---------------------- | ---------------------- | ---------------------- | --------------- |
| 1      | Chachachá / «Don't Upset the Rhythm (Go Baby Go)» | 6                      | 7                      | 6                      | 7                      | Sin eliminación |
| 2      | Foxtrot / «Fever»                                 | 7                      | 7                      | 8                      | 8                      | Salvados        |
| 3      | Rumba / «Ain't No Sunshine»                       | 6                      | 7                      | 6                      | 6                      | Salvados        |
| 4      | Charlestón / «Do Your Thing»                      | 6                      | 7                      | 7                      | 7                      | Salvados        |
| 5      | Pasodoble / «Thriller»                            | 7                      | 7                      | 8                      | 8                      | Salvados        |
| 6      | Quickstep / «Mr Pinstripe Suit»                   | 7                      | 8                      | 8                      | 9                      | Eliminados      |

- Serie 9 con Russell Grant

| Semana | Baile / Canción                           | Puntajes de los jueces | Puntajes de los jueces | Puntajes de los jueces | Puntajes de los jueces | Resultado       |
| Semana | Baile / Canción                           | C.R.                   | L.G.                   | A.D.                   | B.T.                   | Resultado       |
| ------ | ----------------------------------------- | ---------------------- | ---------------------- | ---------------------- | ---------------------- | --------------- |
| 1      | Chachachá / «Venus»                       | 4                      | 5                      | 6                      | 6                      | Sin eliminación |
| 2      | Salsa / «Dancing Queen»                   | 6                      | 6                      | 6                      | 7                      | Salvados        |
| 3      | Foxtrot / «Don't Rain on My Parade»       | 6                      | 7                      | 7                      | 8                      | Salvados        |
| 4      | Tango / «Sweet Dreams (Are Made of This)» | 5                      | 6                      | 6                      | 7                      | Salvados        |
| 5      | Samba / «Better the Devil You Know»       | 4                      | 6                      | 6                      | 6                      | Salvados        |
| 6      | Pasodoble / «Carmen»                      | 4                      | 7                      | 6                      | 7                      | Salvados        |
| 7      | American smooth / «I Am What I Am»        | 5                      | 7                      | 7                      | 7                      | Salvados        |
| 8      | Jive / «Reach»                            | 5                      | 6                      | 6                      | 7                      | Eliminados      |

- Serie 10 con Louis Smith

| Semana         | Baile / Canción                              | Puntajes de los jueces | Puntajes de los jueces | Puntajes de los jueces | Puntajes de los jueces | Resultado       |
| Semana         | Baile / Canción                              | C.R.                   | D.B.                   | L.G.                   | B.T.                   | Resultado       |
| -------------- | -------------------------------------------- | ---------------------- | ---------------------- | ---------------------- | ---------------------- | --------------- |
| 1              | Chachachá / «Forget You»                     | 6                      | 8                      | 6                      | 7                      | Sin eliminación |
| 2              | Vals vienés / «Puppy Love»                   | 7                      | 7                      | 8                      | 8                      | Salvados        |
| 3              | Salsa / «(I've Had) The Time of My Life»     | 8                      | 8                      | 6                      | 8                      | Salvados        |
| 4              | Tango / «Disturbia»                          | 8                      | 9                      | 9                      | 9                      | Salvados        |
| 5              | Samba / «La Bomba»                           | 6                      | 7                      | 8                      | 8                      | Salvados        |
| 6              | Vals / «Moon River»                          | 6                      | 9                      | 9                      | 9                      | Salvados        |
| 7              | American smooth / «I Got a Woman»            | 7                      | 8                      | 8                      | 7                      | Salvados        |
| 8              | Pasodoble / «Dirty Diana»                    | 6                      | 7                      | 7                      | 7                      | Salvados        |
| 9              | Charlestón / «Dr. Wanna Do»                  | 8                      | 10                     | 9                      | 10                     | Salvados        |
| 10             | Tango & Rumba fusión / «With or Without You» | 9                      | 9                      | 9                      | 10                     | Salvados        |
| 11 (Semifinal) | Jive / «Why Do Fools Fall in Love»           | 7                      | 8                      | 8                      | 8                      | Salvados        |
| 11 (Semifinal) | Foxtrot / «Somebody That I Used to Know»     | 9                      | 10                     | 9                      | 10                     | Salvados        |
| 12 (Final)     | Salsa / «(I've Had) The Time of My Life»     | 9                      | 10                     | 10                     | 10                     | Salvados        |
| 12 (Final)     | Showdance / «Rule the World»                 | 10                     | 10                     | 10                     | 10                     | Salvados        |
| 12 (Final)     | Charlestón / «Dr. Wanna Do»                  | 9                      | 10                     | 10                     | 10                     | Ganadores       |

### Otros trabajos
En enero de 2012, Cacace apareció en la serie de televisión de la BBC,The Magicians.
Cacace y Simone también tienen una aplicación llamada «Dance with Vincent and Flavia». Es una aplicación gratuita de tutoría de baile desde la cual el usuario puede aprender los pasos fundamentales de la danza y avanzar hacia un bailarín competente con la ayuda de Vincent y Flavia. La aplicación es publicada por International Celebrity Networks.

## Títulos
Los títulos de baile que Cacace ha obtenido de las competiciones, con su pareja profesional Simone:
- Campeones Profesionales del Reino Unido, 2002–2006.
- Campeones de Showdance Profesional del Reino Unido, 2003–2006.
- Campeones de Tango Argentinos del Reino Unido, 2006.
- Campeones de Salón de Reino Unido.
- Campeones mundiales y Europeos de Ten Dance y finalistas de Showdance, 2002–2006.

## Vida personal
Cacace actualmente reside en Jacobs Well, Surrey, con su expareja de Strictly Come Dancing, Jimi Mistry. Anunció en Twitter el 5 de enero de 2013 que estaban comprometidos, y su matrimonio se celebró en Londres el 28 de diciembre de 2013.